# Diamond Island (Canada)
Diamond Island ("Diamanteiland") is een eiland van 2 km² in de Canadese provincie Newfoundland en Labrador. Het ligt pal ten noorden van Change Island en minder dan 6 km ten westen van Fogo Island. Het eiland is bewoond langsheen de zuid- en westkust en maakt deel uit van de gemeente Change Islands.

## Geografie
Diamond Island is het tweede grootste eiland van de Change-eilanden, een archipel vlak voor de noordkust van Newfoundland. Het eiland is rotsachtig en heeft een ruw gevormde kust. In het zuiden wordt het door de amper 80 meter brede Main Tickle gescheiden van Change Island. Tussen beide eilanden is een brug gebouwd.

## Zie ook

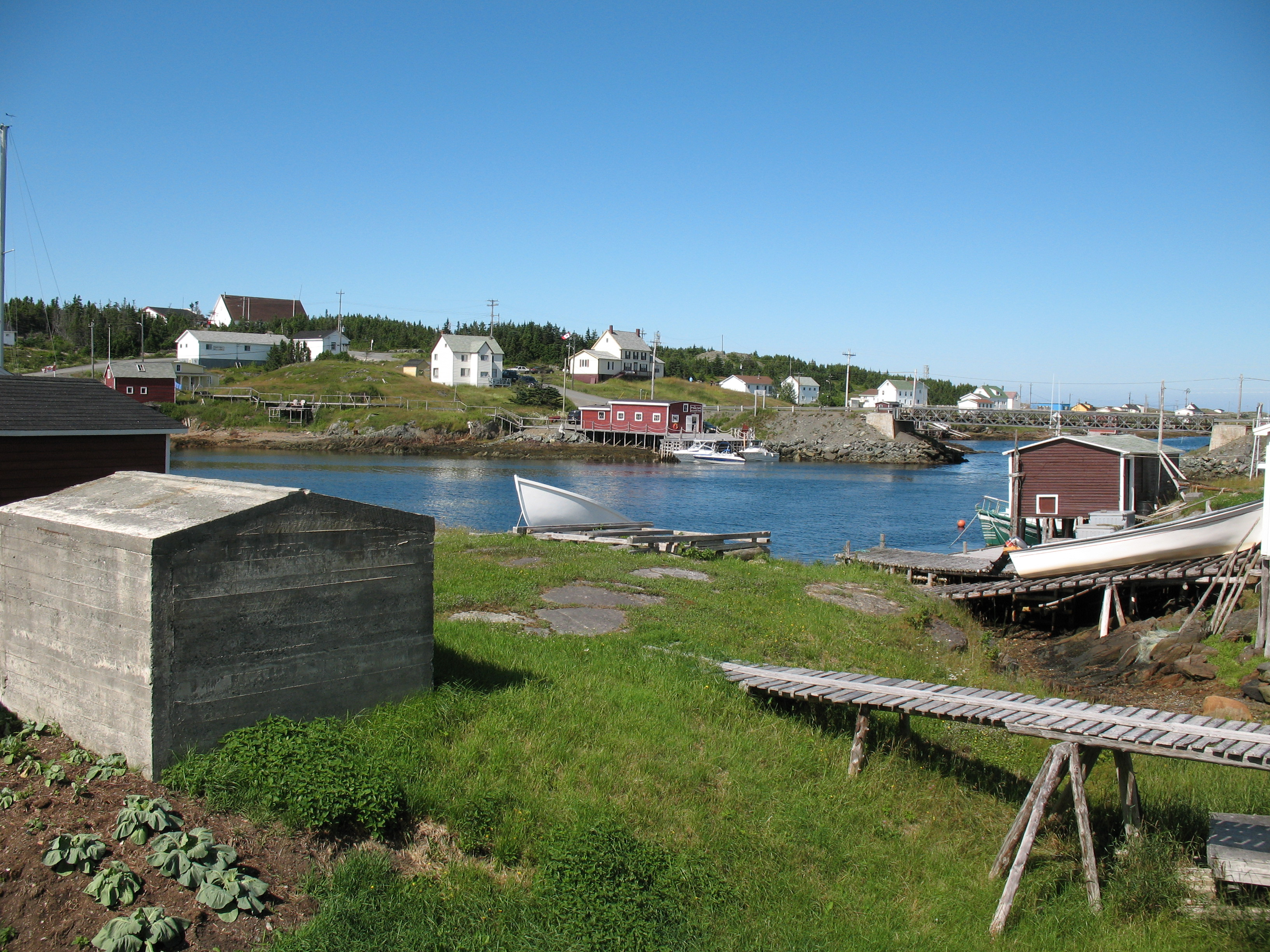
Zicht op de tickle die Change en Diamond Island van elkaar scheidt, met de brug op de achtergrond. Diamond Island is het eiland op de achtergrond.